# Prix Anne-Hébert
Le prix Anne-Hébert est un prix littéraire créé le 19 mars 2000 au Salon du livre de Paris lors d’un hommage à Anne Hébert organisé par le Centre culturel canadien. Le prix récompense un premier roman de langue française, il est attribué par un jury franco-canadien.

## Lauréats
- 2001 - Maryse Barbance, Toxiques
- 2002 - Denis Thériault, L’Iguane
- 2003 - Marie-Hélène Poitras, Soudain le Minotaure
- 2004 - Hélène Dorion, Jours de sable
- 2005 - Gilles Jobidon, La Route des petits matins
- 2006 - Nicolas Dickner, Nikolski
- 2007 - Mélanie Vincelette, Crimes horticoles
- 2008 - Anne-Rose Gorroz, L’Homme ligoté